# Gromada Ostrowy (Powiat Częstochowski)
Gromada Ostrowy war eine Verwaltungseinheit in der Volksrepublik Polen zwischen 1954 und 1972. Verwaltet wurde die Gromada vom Gromadzka Rada Narodowa dessen Sitz sich in Ostrowy befand und der aus 27 Mitgliedern bestand.

Die Gromada Ostrowy gehörte zum Powiat Częstochowski in der Woiwodschaft Katowice (damals Stalinogród) und bestand aus den ehemaligen Gromadas Brzózka, Ostrowy und Ottonów sowie den Dörfern Trzepizury und Walaszczyki den Waldflächen 140–146, 147AC, 158–168 und 181–193 des Forstbezirks Herby der aufgelösten Gmina Ostrowy.

Zum 1. Januar 1958 wurde das Dorf Wyrazów, aus der aufgelösten Gromada Łojki, der Gromada Ostrowy angegliedert. Zum 31. Dezember 1961 wurde die aufgelöste Gromada Aleksandria der Gromada Ostrowy angegliedert. Die Gromada wurde mit der Gebietsreform 1. Januar 1973 aufgelöst.